# Badminton-Mannschaftsafrikameisterschaften
Die Badminton-Mannschaftsafrikameisterschaften sind von der Badminton Confederation of Africa organisierte Turniere zur Ermittlung der besten Mannschaft in Afrika im Badminton. Die Mannschaftstitelkämpfe werden seit 1979 ausgespielt. Die Mannschaft setzt sich aus Damen und Herren, ähnlich wie im Sudirman Cup, zusammen. Es wird je Match eine Partie in jeder Disziplin ausgespielt. Die gemischten Mannschaften waren bis 2022 den Einzeltitelkämpfen angegliedert. Seit 2023 werden sie in einer separaten Veranstaltung ausgetragen. In den geraden Jahren finden seit 2004 auch Titelkämpfe für reine Herren- und Damenmannschaften statt. Diese Afrikameisterschaft war vorher die afrikanische Endrunde für den Thomas Cup der Herren bzw. den Uber Cup der Damen. Hier werden je Match 3 Einzel und 2 Doppel ausgetragen. In der Gruppenphase werden alle Spiele ausgetragen, danach ist das Match beendet, sowie eine Mannschaft 3 Siegpunkte erreicht hat.

## Getrennte Herren- und Damenmannschaften
| Jahr | Herrenteam | Herrenteam | Herrenteam          |      | Jahr      | Damenteam | Damenteam           | Damenteam |
| Jahr | Gold       | Silber     | Bronze              | Gold | Jahr      | Silber    | Bronze              |           |
| ---- | ---------- | ---------- | ------------------- | ---- | --------- | --------- | ------------------- | --------- |
| 2004 | Südafrika  | Nigeria    | Mauritius           | 2004 | Südafrika | Mauritius | Nigeria             |           |
| 2006 | Südafrika  | Mauritius  | Sambia              | 2006 | Südafrika | Mauritius | Seychellen          |           |
| 2008 | Nigeria    | Südafrika  | Ägypten Mauritius   | 2008 | Südafrika | Nigeria   | Mauritius Ägypten   |           |
| 2010 | Nigeria    | Mauritius  | Ägypten Südafrika   | 2010 | Südafrika | Ägypten   | Burundi Nigeria     |           |
| 2012 | Südafrika  | Nigeria    | Mauritius Ägypten   | 2012 | Südafrika | Nigeria   | Mauritius Ägypten   |           |
| 2016 | Südafrika  | Mauritius  | Ghana Algerien      | 2016 | Mauritius | Ägypten   | Ghana Uganda        |           |
| 2018 | Algerien   | Nigeria    | Mauritius Ghana     | 2018 | Mauritius | Nigeria   | Ägypten Algerien    |           |
| 2020 | Algerien   | Mauritius  | Südafrika Ägypten   | 2020 | Ägypten   | Algerien  | Mauritius           |           |
| 2022 | Algerien   | Ägypten    | Südafrika Mauritius | 2022 | Ägypten   | Uganda    | Mauritius Südafrika |           |
| 2024 | Algerien   | Nigeria    | Ägypten Mauritius   | 2024 | Südafrika | Uganda    | Algerien Nigeria    |           |